# Nueva canción chilena
La nueva canción chilena fue un movimiento músico-social chileno que se desarrolló formalmente durante la década de 1960 hasta la primera mitad de la siguiente. Estuvo fuertemente arraigado en el momento político que va desde el gobierno del democratacristiano Eduardo Frei Montalva (1964) hasta las postrimerías de la Unidad Popular y el derrocamiento del presidente socialista Salvador Allende en 1973, cuando muchos de sus exponentes debieron partir al exilio, donde continuaron con sus carreras musicales en el extranjero. En la difusión del movimiento fue crucial la participación del hombre de radio y gestor cultural Ricardo García.
Algunos de los artistas que formaron parte de este proceso fueron Víctor Jara, Patricio Manns, Margot Loyola, Isabel Parra, Ángel Parra, Osvaldo «Gitano» Rodríguez, Tito Fernández, Rolando Alarcón y los grupos Quilapayún, Inti Illimani, Illapu y Cuncumén entre varios otros. Estos músicos e investigadores buscaron recuperar la música folclórica tradicional chilena y fusionarla con los ritmos latinoamericanos, además de explorar líricas de contenido social. Violeta Parra se considera como una de las precursoras del movimiento, aunque falleció antes de que este adquiriera renombre.

## Origen
El fenómeno social musical tuvo su origen en el trabajo de Violeta Parra y luego en los de sus hijos Isabel y Ángel Parra, quienes fundaron en 1965 la Peña de los Parra, en la ciudad de Santiago, donde se desarrolló el foco musical del movimiento. La casona albergaba a quienes querían escuchar música folclórica y conocerían la evolución artística de figuras como Isabel Parra y Ángel Parra, Rolando Alarcón, Víctor Jara y Patricio Manns.
En 1968, se creó la Discoteca del Cantar Popular (DICAP), perteneciente a las Juventudes Comunistas de Chile, para publicar a los artistas que no tenían espacio en los sellos multinacionales por sus temáticas anticapitalistas y contestatarias. Su primera placa publicada fue X Vietnam de Quilapayún.
El 12 de julio de 1969, la Universidad Católica de Chile organizó el Primer Festival de la Nueva Canción Chilena, en la que Víctor Jara y Richard Rojas empataron el primer lugar con las canciones Plegaria a un labrador y La chilenera. El 14 y 15 de agosto de 1970 se desarrolló la segunda versión del festival, mientras que la tercera y última versión se realizó el 20 y 21 de noviembre de 1971.

## Dictadura militar
Luego del golpe de Estado de 1973 y posterior inicio de la dictadura militar en Chile, se produjo en dicho país el llamado «apagón cultural», debido a la persecución, exilio o asesinato de diversos artistas de tendencia izquierdista. Dado que una de las características más evidentes de la Nueva Canción Chilena era el poseer un fuerte componente de canción protesta en sus letras y música, el periodo de dictadura virtualmente terminó con el movimiento en Chile. Sólo algunos artistas exiliados en el extranjero continuaron con él. La pérdida más clara y temprana fue la del cantautor Víctor Jara, detenido el 11 de septiembre, torturado y asesinado el 16 de septiembre.
En 1975, Ricardo García fundó el Sello Alerce, como una forma de reeditar la Nueva Canción Chilena, que en dicho momento estaba prohibida o censurada de su emisión en las radios, así como una forma de rescatar las grabaciones originales de su destrucción. A partir de entonces el movimiento dio pie al Canto nuevo, caracterizado por ser una nueva generación bajo la opresión de la dictadura.

## Músicos de la nueva canción chilena
La siguiente es una lista no exhaustiva de músicos relacionados con el movimiento.
- Violeta Parra (1917-1967)
- Víctor Jara (1932-1973)
- Inti-Illimani
- Quilapayún
- Congreso
- Los Jaivas
- Margot Loyola (1918-2015)
- Illapu
- Barroco Andino
- Patricio Manns (1937-2021)
- Luis Advis (1935-2004)
- Héctor Pavez (1932-1975)
- Horacio Salinas
- Pedro Yáñez
- Quelentaro (1960-2019)
- Rolando Alarcón (1929-1973)
- Tito Fernández (1942-2023)
- Payo Grondona (1945-2014)
- Sergio Ortega (1938-2003)
- Ángel Parra (1943-2017)
- Isabel Parra
- Osvaldo Rodríguez Musso (1943-1996)
- Tiemponuevo
- Cuncumén
- Trío Lonqui (1969-2007)
- Kiko Álvarez (1931-2023)
- Icalma (conjunto musical) (1972-1978)